# Комбинаторное мышление
Комбинаторное мышление — способность решать комбинаторные задачи. Проблема развития комбинаторного мышления, в частности у детей, изучается в психологии. Формирование комбинаторного мышления требует специальных педагогических методов, поскольку самостоятельно такое мышление не формируется.
Комбинаторное мышление занимает промежуточное положение между образным и абстрактно-логическим мышлением, поскольку мозг, используя образы как элементы, преобразует их, создавая новые формы и комбинации. 